# Цифровизация в России
Цифровизация в России — в узком смысле, цифровая трансформация (ЦТ) системы государственного управления и создание «электронного правительства» в России. В более широком понимании, цифровая трансформация не только госуправления, но всего государственного сектора экономики России. И в самом широком понимании, цифровая трансформация госуправления и всех отраслей экономики России, включая госсектор и частный сектор экономики России.

## История создания электронного правительства в России
7 апреля 1994 года — международный сетевой центр InterNIC официально зарегистрировал национальный домен верхнего уровня .ru для Российской Федерации.
Создание элементов «Электронного правительства» в России было инициировано ещё в 2002 году во исполнение Федеральной целевой программы «Электронная Россия», действовавшая в Российской Федерации в 2002—2010 годах.

Системная цифровая трансформация государственного управления на высшем уровне в России началась с выступления президента России Д. А. Медведева «О реализации Стратегии развития информационного общества в Российской Федерации», которое прозвучало на заседании президиума Госсовета 17 июля 2008 года. В итоге Указом Президента Российской Федерации от 1 ноября 2008 года № 1576 был образован «Совет при Президенте Российской Федерации по развитию информационного общества в Российской Федерации» — и он был определён в качестве головного и координирующего органа по всем вопросам, связанным с информатизацией российского государства, которая являлась, с точки зрения президента Д. А. Медведева стратегической задачей на период его президентского правления. И Медведев видел этот Совет как инструмент для реализации этой задачи:
«Ради чего мы создали этот Совет? Нас не устраивает, что по ключевым показателям развития информационного общества мы еще колоссально далеки от большинства развитых государств. В соответствующих международных рейтингах Россия занимает, даже, не 20-30 — , а 70-80-е места! Это при том, что у нас в целом очень высокий исторический интеллектуальный потенциал. Отставание от стран-лидеров не уменьшается, а, как это ни парадоксально, в условиях развития экономики и в целом улучшения жизни, наоборот, нарастает. По индексу развития электронного правительства мы были в 2005-м году на 56-м месте, а в 2007 году достигли 92-го. Это говорит о том, что у нас нет никакого электронного правительства, все это — химера. В рейтинге готовности стран к сетевому миру мы также находимся на „почетном“ 72-м месте. … Важная тема — это информационные технологии в социальной сфере…» Д. А. Медведев.
В декабре 2009 года президент Дмитрий Медведев на совместном заседание Государственного совета и Совета по развитию информационного общества напомнил, что в соответствии со Стратегией развития информационного общества все государственные услуги должны быть переведены в электронный вид к 2015 году. Предполагалось что переход к использованию всех форм электронного правительства может занять 5-6 лет.
Затем 20 октября 2010 года распоряжением Правительства России № 1815-р была принята Государственная программа «Информационное общество» на 2011—2020 годы — разработанная для создания целостной и эффективной системы использования информационных технологий, при которой граждане получают максимум выгод.
И по этой программе, в частности, по всей России были созданы «Многофункциональные центры» (МФЦ) — бюджетные учреждения предоставляющие государственные и муниципальные услуги по принципу «одного окна» после однократного обращения заявителя с соответствующим запросом.
Сегодня развитие «Электронного правительства» продолжается правительством Российской Федерации в соответствии с принятым Национальным проектом «Цифровая экономика» реализация которого рассчитанного на 2019—2024 годы.

## Список ответственных госорганов за цифровизацию
- Правительство Российской Федерации — реализует национальный проект «Цифровая экономика» (ответственный: вице-премьер Д.Н. Чернышенко);
  - Министерство цифрового развития, связи и массовых коммуникаций РФ — имеет «Департамент развития Электронного правительства» (ответственный: министр М.И. Шадаев);
  - Министерство экономического развития РФ — имеет функцию развития «Электронного правительства» (ответственный: министр М.Г. Решетников).
  - Российский фонд развития информационных технологий (РФРИТ).

## Направления, цели и задачи цифровизации в России
Главная цель цифровизации — это реформирование и улучшение государственного аппарата: оптимизация количества чиновников в госуправлении, борьба с бюрократизмом, казнокрадством, взяточничеством и коррупцией.
«Электронное правительство» в России развивается по следующим направлениям:
- Электронные услуги для граждан и бизнеса;
- Инфраструктура электронного правительства;
- Единая биометрическая система;
- Суперсервисы и цифровая трансформация госуслуг.

Развитие «Электронного правительства» в России предполагает, что должны быть решены следующие проблемы и задачи:
- Информатизация государственного управления с использованием автоматизированных систем управления;
- Межведомственное электронное взаимодействие;
- Внедрение технологий безбумажного документооборота в органах власти и управления;
- Создание единой информационно-телекоммуникационной инфраструктуры государственных органов;
- Вопросы перехода органов власти и управления на отечественное программное обеспечение;
- Развитие государственной инфраструктуры облачных вычислений;
- Открытые данные.

Для решения этих задач в госуправлении России сегодня внедряются следующие классы ИТ-систем:
- Система электронного документооборота (СЭД) / Управление корпоративным контентом (ECM — англ. Enterprise content management);
- Учётные системы (Системы бухгалтерского учёта и другие Системы управления учётными записями);
- Бизнес-аналитика (BI — англ. Business Intelligence);
- Управление бизнес-процессами (BPM — англ. Business process management);
- Планирование ресурсов предприятия (ERP — англ. Enterprise resource planning);
- Видеоконференцсвязь;
- Системы видеонаблюдения;
- Корпоративные порталы (англ. Enterprise portal).

В дальнейшем предполагается для обработки и анализа данных в автоматизированных системах управления использовать технологии аналитики больших данных и искусственного интеллекта, которые должны помочь государственному планированию и предсказанию «на новом технологическом уровне» тех или иных взвешенных экономических и управленческих решений.

## Список цифровых государственных услуг и информационных систем
По данным Счётной палаты России, по состоянию на 2022 год федеральными органами власти и их подведомственными учреждениями использовалось 630 федеральных государственных информационных систем и 512 иных информационных систем, содержащих 510 976 терабайт данных.
Ниже приведён не полный список цифровых государственных услуг и информационных систем используемых сегодня госорганами Российской Федерации, который разделён на некоторые смысловые параграфы:
Межведомственные
- Государственная автоматизированная информационная система ГАС «Управление»[11];
- Единая информационная платформа Национальной системы управления данными (ФГИС «ЕИП НСУД»)[12];
- Система межведомственного электронного взаимодействия;
- Единая цифровая платформа «ГосТех»[13];

Сбор и обработка персональных данных граждан РФ
- Единая биометрическая система;
- Электронный паспорт гражданина Российской Федерации;
- Цифровой паспорт болельщика (Fan ID);
- Портал государственных услуг Российской Федерации (ЕП Госуслуг);
- Единая система идентификации и аутентификации (ЕСИА)[14];
- Федеральная типовая медицинская информационная система (ФТ МИС);
- Единая медицинская информационно-аналитическая система (ЕМИАС);
- ГИС «Похоронно-погребальная деятельность»;

Выборы, законотворчество и правосудие
- ГАС «Выборы»;
- ГАС «Правосудие»;
- Автоматизированная система обеспечения законодательной деятельности (АСОЗД);
- Федеральная государственная информационная система досудебного обжалования (ФГИС ДО);
- Государственная автоматизированная система правовой статистики (ГАС ПС)

Финансовые, налоговые системы и услуги
- Личный кабинет налогоплательщика — интернет-сервис ФНС России;
- АСК НДС;
- ГИИС «Электронный бюджет»;
- Единая информационная система в сфере закупок;
- Государственная информационная система о государственных и муниципальных платежах (ГИС ГМП);
- Автоматизированная информационная система лицензирования отдельных видов деятельности (АИС ЛОД);

Градостроительные и градоуправленческие ИС
- Информационные системы обеспечения градостроительной деятельности (ИС ОГД);
- Федеральная государственная информационная система территориального планирования (ФГИС ТП);
- ГИС «ЖКХ»;

Другие
- ИСДМ-Рослесхоз;
- ГАИС «ЭРА-ГЛОНАСС»;
- АИС «Безопасность дорожного движения»;
- Система маркировки и прослеживаемости товаров (Россия)
  - ФГИС «Меркурий»;
  - ЕГАИС-Маркировка;
  - ЕГАИС Алкоголь;
  - ЕГАИС Лес;
  - ЕГАИС Обувь;
- Единый реестр российских программ для ЭВМ и БД;
- и т. д.